# Millie Peacock

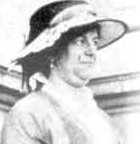
Millie Peacock

Millie Gertrude Peacock, geborene Holden (* 3. August 1870 in East Framlingham, Victoria, Australien; † 7. Februar 1948 in Victoria, Australien) war die erste Abgeordnete und zugleich Parlamentssprecherin des Bundesstaates Victoria. Sie war die Frau von Sir Alexander Peacock, einem dreimaligen Premierminister von Victoria. Nach seinem Tod im Jahr 1933 gewann Lady Peacock die Nachwahl, um ihn im Parlament zu ersetzen.

## Familie
Sie war die Tochter eines Auktionators in Port Fairy an der Great Ocean Road und heiratete am 1. Januar 1901, genau am Gründungstag des „Australischen Bundes“, den damaligen Premierminister Alexander Peacock, einen Nachkommen einer schottischen Familie und Mitglied der United Australia Party.

## Leben
Millie Holden wuchs im Walfängerhafen Port Fairy auf und besuchte später das „Methodist Lady College“ in Melbourne.
Als Politiker-Ehefrau engagierte sie sich ab 1914 26 Jahre lang beim Roten Kreuz, deren Präsidentin sie 1915–1941 in Creswick war, und in einigen anderen Wohltätigkeitsorganisationen.
Nach dem Tod ihres Ehemannes ermunterte Sir Robert Menzies (Vorstandsmitglied der United Australian Party) sie, in der nun erforderlich gewordenen Nachwahl für den früheren Parlamentssitz ihres Mannes (Wahlkreis Allandale) zu kandidieren. Obwohl sie aufgrund des Trauerfalls überhaupt keinen Wahlkampf führte, wurde sie – zehn Jahre nach Einführung des passiven Frauenwahlrechts – am 11. November 1933 als erste Frau ins Parlament von Victoria gewählt und übernahm sofort auch das Amt ihres Mannes als Sprecher des Abgeordnetenhauses, das sie bis zu ihrem Rücktritt im Jahr 1935 führte. Für die australische Frauenbewegung war sie allerdings keine rechte Hilfe: Sie hielt im Parlament 1934 ihre erste und einzige Rede. Im Gegenteil, bei ihrem Rücktritt sagte sie, „das Parlament ist kein Platz für eine Frau“.